# Superliga rosyjska w piłce siatkowej mężczyzn (2008/2009)
Rosyjska Superliga Siatkarzy w sezonie 2008/2009
Kolejny sezon rozgrywek o tytuł mistrza Rosji został zainaugurowany 4 października 2008 roku. W sezonie 2008/2009 uczestniczyło 12 drużyn. W rozgrywkach Ligi Mistrzów wystąpiły: Dinamo Moskwa, Zenit Kazań i Iskra Odincowo. W rozgrywkach Pucharu CEV: Lokomotiw – Biełgorie Biełgorod i Lokomotiw Nowosybirsk. Rozgrywki zakończyły się 2 maja 2009. Mistrzem Rosji została drużyna Dynama Kazań. Nagrodę Kuzniecowa otrzymał Lloy Ball.
Drużyny uczestniczące w rozgrywkach
- Dinamo Moskwa
- Iskra Odincowo
- Zenit Kazań
- Fakieł Nowy Uriengoj
- Jugra-Samotłor Niżniewartowsk
- Lokomotiw Biełgorie-Biełgorod
- Lokomotiw Nowosybirsk
- NOWA Nowokujbyszewsk
- Ural Ufa
- Metaloinwest Stary Oskoł
- Jarosławicz Jarosław
- ZSK Gazprom/Jugra Surgut

## Runda zasadnicza

### 1. Kolejka
4 października 2008
| Zenit Kazań                   | 3:0 (25:14, 25:22, 40:38)               | Jugra-Samotłor Niżniewartowsk |
| Dinamo Moskwa                 | 3:0 (25:23, 25:17, 25:21)               | Metaloinwest Stary Oskoł      |
| NOWA Nowokujbyszewsk          | 1:3 (16:25, 25:17, 16:25, 18:25)        | Iskra Odincowo                |
| Ural Ufa                      | 0:3 (29:31, 34:36, 27:29)               | Fakieł Nowy Uriengoj          |
| Lokomotiw Biełgorie-Biełgorod | 3:1 (26:28, 25:23, 25:20, 25:22)        | ZSK Gazprom/Jugra Surgut      |
| Lokomotiw Nowosybirsk         | 2:3 (25:20, 22:25, 21:25, 25:23, 12:15) | Jarosławicz Jarosław          |

### 2. Kolejka
8 października 2008
| Metaloinwest Stary Oskoł      | 0:3 (14:25, 17:25, 18:25)               | Fakieł Nowy Uriengoj          |
| ZSK Gazprom/Jugra Surgut      | 0:3 (21:25, 18:25, 16:25)               | Ural Ufa                      |
| NOWA Nowokujbyszewsk          | 0:3 (21:25, 14:25, 16:25)               | Zenit Kazań                   |
| Jugra-Samotłor Niżniewartowsk | 3:2 (25:15, 19:25, 25:23, 14:25, 15:12) | Lokomotiw Nowosybirsk         |
| Jarosławicz Jarosław          | 0:3 (18:25, 16:25, 19:25)               | Lokomotiw Biełgorie-Biełgorod |
| Dinamo Moskwa                 | 1:3 (25:19, 23:25, 23:25, 22:25)        | Iskra Odincowo                |

### 3. Kolejka
15 października 2008
| Iskra Odincowo                | 3:0 (25:20, 25:20, 25:20)               | Metaloinwest Stary Oskoł      |
| Ural Ufa                      | 3:0 (25:19, 26:24, 25:11)               | Jarosławicz Jarosław          |
| Zenit Kazań                   | 0:3 (25:27, 22:25, 17:25)               | Dinamo Moskwa                 |
| Lokomotiw Nowosybirsk         | 3:1 (25:21, 23:25, 25:17, 25:19)        | NOWA Nowokujbyszewsk          |
| Lokomotiw Biełgorie-Biełgorod | 1:3 (25:17, 23:25, 19:25, 20:25)        | Jugra-Samotłor Niżniewartowsk |
| Fakieł Nowy Uriengoj          | 3:2 (25:19, 25:27, 29:27, 24:26, 15:13) | ZSK Gazprom/Jugra Surgut      |

### 4. Kolejka
22 października 2008
| Iskra Odincowo                | 3:2 (27:25, 25:23, 19:25, 21:25, 16:14) | Zenit Kazań                   |
| Jarosławicz Jarosław          | 3:1 (28:26, 31:29, 23:25, 25:20)        | Fakieł Nowy Uriengoj          |
| Dinamo Moskwa                 | 3:1 (31:29, 22:25, 25:22, 25:20)        | Lokomotiw Nowosybirsk         |
| NOWA Nowokujbyszewsk          | 1:3 (25:22, 25:27, 20:25, 18:25)        | Lokomotiw Biełgorie-Biełgorod |
| Jugra-Samotłor Niżniewartowsk | 0:3 (20:25, 23:25, 19:25)               | Ural Ufa                      |
| Metaloinwest Stary Oskoł      | 3:1 (23:25, 25:19, 25:22, 25:20)        | ZSK Gazprom/Jugra Surgut      |

### 5 Kolejka
26 października 2008
| Zenit Kazań                   | 3:0 (25:13, 25:15, 25:21)               | Metaloinwest Stary Oskoł      |
| Fakieł Nowy Uriengoj          | 3:0 (25:16, 25:19, 25:20)               | Jugra-Samotłor Niżniewartowsk |
| Lokomotiw Nowosybirsk         | 3:2 (22:25, 21:25, 25:13, 29:27, 15:11) | Iskra Odincowo                |
| Lokomotiw Biełgorie-Biełgorod | 3:2 (19:25, 21:25, 30:28, 25:20, 15:7)  | Dinamo Moskwa                 |
| Ural Ufa                      | 3:2 (25:16, 25:21, 19:25, 20:25, 15:8)  | NOWA Nowokujbyszewsk          |
| ZSK Gazprom/Jugra Surgut      | 3:1 (25:20, 19:25, 25:21, 25:23)        | Jarosławicz Jarosław          |

### 6 Kolejka
1 listopada 2008
| Metaloinwest Stary Oskoł      | 3:2 (23:25, 25:19, 21:25, 25:20, 15:13) | Jarosławicz Jarosław          |
| NOWA Nowokujbyszewsk          | 1:3 (28:26, 21:25, 21:25, 25:27)        | Fakieł Nowy Uriengoj          |
| Zenit Kazań                   | 3:0 (25:21, 25:21, 25:18)               | Lokomotiw Nowosybirsk         |
| Iskra Odincowo                | 3:0 (25:13, 25:18, 25:18)               | Lokomotiw Biełgorie-Biełgorod |
| Dinamo Moskwa                 | 3:1 (25:18, 19:25, 25:22, 25:20)        | Ural Ufa                      |
| Jugra-Samotłor Niżniewartowsk | 1:3 (23:25, 23:25, 25:23, 17:25)        | ZSK Gazprom/Jugra Surgut      |

### 7 Kolejka
8 listopada 2008
| Lokomotiw Nowosybirsk         | 3:0 (25:23, 25:17, 25:20)               | Metaloinwest Stary Oskoł      |
| ZSK Gazprom/Jugra Surgut      | 0:3 (19:25, 23:25, 13:25)               | NOWA Nowokujbyszewsk          |
| Lokomotiw Biełgorie-Biełgorod | 3:2 (22:25, 25:19, 25:17, 23:25, 15:13) | Zenit Kazań                   |
| Ural Ufa                      | 0:3 (23:25, 21:25, 26:28)               | Iskra Odincowo                |
| Fakieł Nowy Uriengoj          | 0:3 (20:25, 19:25, 20:25)               | Dinamo Moskwa                 |
| Jarosławicz Jarosław          | 3:0 (25:21, 25:12, 25:19)               | Jugra-Samotłor Niżniewartowsk |

### 8 Kolejka
15 listopada 2008
| Metaloinwest Stary Oskoł | 3:0 (25:19, 25:22, 32:30)               | Jugra-Samotłor Niżniewartowsk |
| Dinamo Moskwa            | 3:0 (25:22, 25:17, 30:28)               | ZSK Gazprom/Jugra Surgut      |
| Lokomotiw Nowosybirsk    | 3:0 (25:22, 25:23, 25:11)               | Lokomotiw Biełgorie-Biełgorod |
| Zenit Kazań              | 3:2 (25:20, 21:25, 25:18, 25:27, 19:17) | Ural Ufa                      |
| NOWA Nowokujbyszewsk     | 2:3 (25:23, 22:25, 25:23, 21:25, 13:15) | Jarosławicz Jarosław          |

16 listopada 2008
| Iskra Odincowo | 2:3 (21:25, 25:22, 17:25, 25:22, 18:20) | Fakieł Nowy Uriengoj |

### 9 Kolejka
22 listopada 2008
| Lokomotiw Biełgorie-Biełgorod | 1:3 (14:25, 25:18, 19:25, 22:25)        | Metaloinwest Stary Oskoł |
| Jarosławicz Jarosław          | 1:3 (21:25, 13:25, 25:22, 21:25)        | Dinamo Moskwa            |
| Ural Ufa                      | 3:2 (25:19, 25:20, 22:25, 25:27, 15:11) | Lokomotiw Nowosybirsk    |
| Fakieł Nowy Uriengoj          | 3:2 (25:23, 19:25, 25:20, 22:25, 15:11) | Zenit Kazań              |
| Jugra-Samotłor Niżniewartowsk | 3:2 (19:25, 25:21, 27:25, 18:25, 15:12) | NOWA Nowokujbyszewsk     |
| ZSK Gazprom/Jugra Surgut      | 0:3 (24:26, 25:27, 23:25)               | Iskra Odincowo           |

### 10 Kolejka
3 grudnia 2008
| Metaloinwest Stary Oskoł      | 1:3 (21:25, 25:19, 23:25, 19:25)        | NOWA Nowokujbyszewsk          |
| Dinamo Moskwa                 | 3:0 (25:15, 25:23, 28:26)               | Jugra-Samotłor Niżniewartowsk |
| Lokomotiw Biełgorie-Biełgorod | 0:3 (21:25, 20:25, 20:25)               | Ural Ufa                      |
| Lokomotiw Nowosybirsk         | 2:3 (25:19, 34:32, 17:25, 26:28, 13:15) | Fakieł Nowy Uriengoj          |
| Zenit Kazań                   | 3:0 (29:27, 25:22, 25:18)               | ZSK Gazprom/Jugra Surgut      |
| Iskra Odincowo                | 3:1 (25:18, 27:29, 25:15, 25:24)        | Jarosławicz Jarosław          |

### 11 Kolejka
6 grudnia 2008
| NOWA Nowokujbyszewsk     | 1:3 (25:23, 22:25, 9:25, 18:25)         | Dinamo Moskwa                 |
| ZSK Gazprom/Jugra Surgut | 3:1 (25:23, 25:19, 22:25, 25:21)        | Lokomotiw Nowosybirsk         |
| Fakieł Nowy Uriengoj     | 3:0 (25:19, 25:16, 25:23)               | Lokomotiw Biełgorie-Biełgorod |
| Jarosławicz Jarosław     | 0:3 (17:25, 21:25, 25:17, 20:25)        | Zenit Kazań                   |
| Iskra Odincowo           | 3:2 (25:22, 22:25, 25:20, 18:25, 20:18) | Jugra-Samotłor Niżniewartowsk |

7 grudnia 2008
| Ural Ufa | 3:1 (25:18, 25:15, 22:25, 25:19) | Metaloinwest Stary Oskoł |

### 12 Kolejka
13 grudnia 2008
| Iskra Odincowo                | 3:0 (25:21, 25:18, 25:15)               | NOWA Nowokujbyszewsk          |
| ZSK Gazprom/Jugra Surgut      | 0:3 (23:25, 17:25, 18:25)               | Lokomotiw Biełgorie-Biełgorod |
| Fakieł Nowy Uriengoj          | 3:0 (25:19, 25:21, 25:19)               | Ural Ufa                      |
| Jarosławicz Jarosław          | 3:2 (21:25, 25:20, 25:22, 23:25, 15:12) | Lokomotiw Nowosybirsk         |
| Jugra-Samotłor Niżniewartowsk | 1:3 (15:25, 27:25, 17:25, 28:30)        | Zenit Kazań                   |
| Metaloinwest Stary Oskoł      | 3:1 (33:31, 16:25, 25:22, 25:17)        | Dinamo Moskwa                 |

### 13 Kolejka
17 stycznia 2009
| Zenit Kazań                   | 3:1 (20:25, 25:17, 25:16, 25:13)        | NOWA Nowokujbyszewsk          |
| Ural Ufa                      | 3:2 (25:18, 20:25, 22:25, 25:18, 15:11) | ZSK Gazprom/Jugra Surgut      |
| Fakieł Nowy Uriengoj          | 3:2 (25:23, 27:25, 25:27, 23:25, 15:11) | Metaloinwest Stary Oskoł      |
| Lokomotiw Biełgorie-Biełgorod | 3:0 (36:34, 27:25, 25:21)               | Jarosławicz Jarosław          |
| Lokomotiw Nowosybirsk         | 3:0 (25:22, 25:21, 25:17)               | Jugra-Samotłor Niżniewartowsk |
| Iskra Odincowo                | 3:2 (25:22, 25:14, 15:25, 23:25, 15:13) | Dinamo Moskwa                 |

### 14 Kolejka
24 stycznia 2009
| NOWA Nowokujbyszewsk          | 0:3 (16:25, 20:25, 18:25)               | Lokomotiw Nowosybirsk         |
| ZSK Gazprom/Jugra Surgut      | 2:3 (23:25, 25:22, 13:25, 25:23, 12:15) | Fakieł Nowy Uriengoj          |
| Metaloinwest Stary Oskoł      | 0:3 (22:25, 22:25, 21:25)               | Iskra Odincowo                |
| Jarosławicz Jarosław          | 0:3 (23:25, 23:25, 20:25)               | Ural Ufa                      |
| Jugra-Samotłor Niżniewartowsk | 0:3 (22:25, 18:25, 27:29)               | Lokomotiw Biełgorie-Biełgorod |
| Dinamo Moskwa                 | 3:0 (25:21, 25:17, 25:23)               | Zenit Kazań                   |

### 15 Kolejka
28 stycznia 2009
| Lokomotiw Biełgorie-Biełgorod | 3:0 (25:19, 25:17, 25:18)               | NOWA Nowokujbyszewsk          |
| ZSK Gazprom/Jugra Surgut      | 3:0 (25:22, 25:14, 25:16)               | Metaloinwest Stary Oskoł      |
| Zenit Kazań                   | 3:2 (24:26, 25:21, 25:15, 24:26, 15:10) | Iskra Odincowo                |
| Fakieł Nowy Uriengoj          | 2:3 (20:25, 23:25, 25:18, 25:22, 10:15) | Jarosławicz Jarosław          |
| Ural Ufa                      | 3:0 (25:17, 25:22, 25:17)               | Jugra-Samotłor Niżniewartowsk |
| Lokomotiw Nowosybirsk         | '1:3 (18:25, 25:22, 19:25, 22:25)       | Dinamo Moskwa                 |

### 16 Kolejka
4 lutego 2009
| NOWA Nowokujbyszewsk          | 3:1 (25:23, 25:21, 20:25, 25:18) | Ural Ufa                      |
| Metaloinwest Stary Oskoł      | 0:3 (19:25, 22:25, 19:25)        | Zenit Kazań                   |
| Iskra Odincowo                | 3:0 (25:21, 25:18, 25:18)        | Lokomotiw Nowosybirsk         |
| Jarosławicz Jarosław          | 1:3 (26:28, 25:20, 20:25, 17:25) | ZSK Gazprom/Jugra Surgut      |
| Jugra-Samotłor Niżniewartowsk | 0:3 (23:25, 23:25, 23:25)        | Fakieł Nowy Uriengoj          |
| Dinamo Moskwa                 | 3:1 (25:23, 23:25, 25:21, 25:21) | Lokomotiw Biełgorie-Biełgorod |

### 17 Kolejka
7 lutego 2009
| Lokomotiw Biełgorie-Biełgorod | 3:0 (25:20, 25:23, 25:22)               | Iskra Odincowo                |
| Jarosławicz Jarosław          | 3:2 (24:26, 28:26, 19:25, 25:17, 21:19) | Metaloinwest Stary Oskoł      |
| Lokomotiw Nowosybirsk         | 3:1 (25:22, 25:20, 22:25, 25:17)        | Zenit Kazań                   |
| ZSK Gazprom/Jugra Surgut      | 3:1 (25:22, 25:19, 20:25, 25:20)        | Jugra-Samotłor Niżniewartowsk |
| Fakieł Nowy Uriengoj          | 3:1 (25:15, 25:21, 19:25, 25:17)        | NOWA Nowokujbyszewsk          |
| Ural Ufa                      | 3:0 (25:20, 25:18, 25:21)               | Dinamo Moskwa                 |

### 18 Kolejka
14 lutego 2009
| Zenit Kazań                   | 0:3 (21:25, 22:25, 24:26)               | Lokomotiw Biełgorie-Biełgorod |
| Jugra-Samotłor Niżniewartowsk | 3:1 (27:25, 18:25, 25:20, 25:21)        | Jarosławicz Jarosław          |
| Metaloinwest Stary Oskoł      | 0:3 (24:26, 24:26, 20:25)               | Lokomotiw Nowosybirsk         |
| NOWA Nowokujbyszewsk          | 3:0 (25:22, 25:22, 25:23)               | ZSK Gazprom/Jugra Surgut      |
| Dinamo Moskwa                 | 1:3 (25:20, 20:25, 19:25, 19:25)        | Fakieł Nowy Uriengoj          |
| Iskra Odincowo                | 2:3 (29:27, 25:17, 20:25, 26:28, 13:15) | Ural Ufa                      |

### 19 Kolejka
21 lutego 2009
| Lokomotiw Biełgorie-Biełgorod | 3:1 (21:25, 25:23, 25:17, 26:24)        | Lokomotiw Nowosybirsk    |
| Jugra-Samotłor Niżniewartowsk | 3:0 (25:20, 25:18, 25:22)               | Metaloinwest Stary Oskoł |
| Jarosławicz Jarosław          | 3:2 (25:20, 26:28, 25:11, 22:25, 15:11) | NOWA Nowokujbyszewsk     |
| ZSK Gazprom/Jugra Surgut      | 1:3 (25:15, 20:25, 20:25, 24:26)        | Dinamo Moskwa            |
| Fakieł Nowy Uriengoj          | 3:0 (25:19, 25:20, 28:26)               | Iskra Odincowo           |
| Ural Ufa                      | 1:3 (21:25, 25:23, 22:25, 19:25)        | Zenit Kazań              |

### 20 Kolejka
28 lutego 2009
| Metaloinwest Stary Oskoł | 2:3 (25:16, 25:12, 22:25, 22:25, 6:15)  | Lokomotiw Biełgorie-Biełgorod |
| NOWA Nowokujbyszewsk     | 0:3 (16:25, 20:25, 19:25)               | Jugra-Samotłor Niżniewartowsk |
| Dinamo Moskwa            | 3:1 (24:26, 25:21, 25:19, 25:21)        | Jarosławicz Jarosław          |
| Iskra Odincowo           | 3:1 (23:25, 25:19, 25:18, 25:21)        | ZSK Gazprom/Jugra Surgut      |
| Zenit Kazań              | 2:3 (25:20, 26:28, 25:19, 16:25, 13:15) | Fakieł Nowy Uriengoj          |
| Lokomotiw Nowosybirsk    | 3:0 (25:21, 25:19, 36:34)               | Ural Ufa                      |

### 21 Kolejka
7 marca 2009
| NOWA Nowokujbyszewsk          | 3:0 (25:16, 25:18, 25:23)               | Metaloinwest Stary Oskoł      |
| Jugra-Samotłor Niżniewartowsk | 3:1 (25:21, 25:22, 21:25, 25:17)        | Dinamo Moskwa                 |
| Jarosławicz Jarosław          | 1:3 (20:25, 25:19, 21:25, 23:25)        | Iskra Odincowo                |
| ZSK Gazprom/Jugra Surgut      | 3:1 (27:29, 25:18, 25:20, 25:21)        | Zenit Kazań                   |
| Fakieł Nowy Uriengoj          | 2:3 (25:19, 20:25, 21:25, 25:21, 12:15) | Lokomotiw Nowosybirsk         |
| Ural Ufa                      | 1:3 (25:21, 22:25, 21:25, 20:25)        | Lokomotiw Biełgorie-Biełgorod |

### 22 Kolejka
14 marca 2009
| Metaloinwest Stary Oskoł      | 0:3 (23:25, 20:25, 23:25)              | Ural Ufa                 |
| Dinamo Moskwa                 | 3:1 (25:23, 24:26, 25:17, 25:22)       | NOWA Nowokujbyszewsk     |
| Jugra-Samotłor Niżniewartowsk | 2:3 (27:25, 20:25, 25:20, 23:25, 8:15) | Iskra Odincowo           |
| Zenit Kazań                   | 3:0 (25:14, 25:20, 25:18)              | Jarosławicz Jarosław     |
| Lokomotiw Nowosybirsk         | 3:0 (25:22, 25:20, 25:20)              | ZSK Gazprom/Jugra Surgut |
| Lokomotiw Biełgorie-Biełgorod | 1:3 (25:20, 21:25, 22:25, 22:25)       | Fakieł Nowy Uriengoj     |

## Tabela rundy zasadniczej
| Lp. | Drużyna                       | Mecze | Mecze wygrane | Mecze przegrane | Sety zdobyte | Sety stracone | Punkty |
| --- | ----------------------------- | ----- | ------------- | --------------- | ------------ | ------------- | ------ |
| 1.  | Fakieł Nowy Uriengoj          | 22    | 17            | 5               | 59           | 30            | 49     |
| 2.  | Iskra Odincowo                | 22    | 16            | 6               | 56           | 30            | 48     |
| 3.  | Dinamo Moskwa                 | 22    | 15            | 7               | 53           | 30            | 47     |
| 4.  | Zenit Kazań                   | 22    | 14            | 8               | 49           | 34            | 41     |
| 5.  | Lokomotiw Biełgorie-Biełgorod | 22    | 14            | 8               | 47           | 35            | 39     |
| 6.  | Ural Ufa                      | 22    | 13            | 9               | 45           | 36            | 26     |
| 7.  | Lokomotiw Nowosybirsk         | 22    | 12            | 10              | 47           | 39            | 36     |
| 8.  | ZSK Gazprom/Jugra Surgut      | 22    | 7             | 15              | 30           | 51            | 24     |
| 9.  | Jugra-Samotłor Niżniewartowsk | 22    | 6             | 16              | 25           | 52            | 21     |
| 10. | Jarosławicz Jarosław          | 22    | 7             | 15              | 33           | 55            | 19     |
| 11. | NOWA Nowokujbyszewsk          | 22    | 5             | 17              | 31           | 53            | 19     |
| 12. | Metaloinwest Stary Oskoł      | 22    | 5             | 17              | 23           | 54            | 17     |

stan na 15 marca 2009

## Mecze o miejsca 9-12

### Pierwszy turniej
19–22 marca 2009
| Jarosławicz Jarosław | 3:0 (25:22, 25:21, 25:17) | NOWA Nowokujbyszewsk |

| Metaloinwest Stary Oskoł | 3:0 (25:18, 25:20, 25:23) | NOWA Nowokujbyszewsk |

| Jarosławicz Jarosław | 3:1 (25:20, 24:26, 25:23, 25:19) | Metaloinwest Stary Oskoł |

| Jugra-Samotłor Niżniewartowsk | 3:0 (25:21, 25:19, 25:17) | Metaloinwest Stary Oskoł |

| Jugra-Samotłor Niżniewartowsk | 1:3 (23:25, 25:20, 15:25, 22:25) | Jarosławicz Jarosław |

| NOWA Nowokujbyszewsk | 2:3 (26:28, 25:17, 25:20, 22:25, 13:15) | Jugra-Samotłor Niżniewartowsk |

### Drugi turniej
2–5 kwietnia 2009
| Jarosławicz Jarosław | 3:2 (25:18, 25:21, 25:27, 20:25, 15:6) | Jugra-Samotłor Niżniewartowsk |

| Jugra-Samotłor Niżniewartowsk | 3:1 (25:22, 20:25, 25:21, 25:17) | NOWA Nowokujbyszewsk |

| NOWA Nowokujbyszewsk | 1:3 (19:25, 25:19, 15:25, 19:25) | Jarosławicz Jarosław |

| NOWA Nowokujbyszewsk | 2:3 (21:25, 25:16, 19:25, 25:15, 11:15) | Metaloinwest Stary Oskoł |

| Jugra-Samotłor Niżniewartowsk | 3:2 (25:14, 16:25, 21:25, 25:22, 15:13) | Metaloinwest Stary Oskoł |

| Metaloinwest Stary Oskoł | 1:3 (21:25, 23:25, 25:23, 17:25) | Jugra-Samotłor Niżniewartowsk |

### Trzeci turniej
16–19 kwietnia 2009
| Metaloinwest Stary Oskoł | 1:3 (18:25, 18:25, 25:20, 24:26) | Jugra-Samotłor Niżniewartowsk |

| Jarosławicz Jarosław | 2:3 (22:25, 17:25, 25:22, 25:22, 14:16) | Jugra-Samotłor Niżniewartowsk |

| Metaloinwest Stary Oskoł | 0:3 (19:25, 21:25, 23:25) | Jarosławicz Jarosław |

| NOWA Nowokujbyszewsk | 0:3 (13:25, 22:25, 15:25) | Jarosławicz Jarosław |

| NOWA Nowokujbyszewsk | 0:3 (21:25, 23:25, 18:25) | Metaloinwest Stary Oskoł |

| Jugra-Samotłor Niżniewartowsk | 1:3 (20:25, 25:17, 19:25, 14:25) | NOWA Nowokujbyszewsk |

### Czwarty turniej
2–5 maja 2009
| Jugra-Samotłor Niżniewartowsk | 1:3 (17:25, 26:24, 14:25, 19:25) | Metaloinwest Stary Oskoł |

| Jarosławicz Jarosław | 0:3 (19:25, 20:25, 14:25) | Jugra-Samotłor Niżniewartowsk |

| Metaloinwest Stary Oskoł | 3:0 (25:15, 25:22, 25:23) | NOWA Nowokujbyszewsk |

| NOWA Nowokujbyszewsk | 3:2 (16:25, 25:22, 24:26, 25:21, 15:10) | Jarosławicz Jarosław |

| Jarosławicz Jarosław | 0:3 (19:25, 24:26, 20:25) | Metaloinwest Stary Oskoł |

| Jugra-Samotłor Niżniewartowsk | 1:3 (25:21, 20:25, 16:25, 20:25) | Jarosławicz Jarosław |

### Tabela
|     |                               |       |              |        |
| Lp. | Drużyna                       | Mecze | Bilans setów | Punkty |
| 1.  | Jarosławicz Jarosław          | 12    | 64-72        | 46     |
| 2.  | Jugra-Samotłor Niżniewartowsk | 12    | 55-74        | 41     |
| 3.  | Metaloinwest Stary Oskoł      | 12    | 45-78        | 34     |
| 4.  | NOWA Nowokujbyszewsk          | 12    | 44-85        | 21     |

## Play off 8
Drużyny, które rywalizacje między sobą zakończyły zwycięstwem do dwóch wygranych meczów, awansowały do II rundy play-off, a drużyny przegrane rozgrywały mecze o lokaty miejsc 5-8

### Pierwszy ćwierćfinał
25 marca 2009
Pierwszy mecz
| Fakieł Nowy Uriengoj | 3:1 (21:25, 31:29, 25:20, 25:19) | ZSK Gazprom/Jugra Surgut |

29 marca 2009
Drugi mecz
| ZSK Gazprom/Jugra Surgut | 3:1 (27:29, 25:19, 25:13, 25:21) | Fakieł Nowy Uriengoj |

9 kwietnia 2009
Trzeci mecz
| Fakieł Nowy Uriengoj | 3:1 (25:22, 25:13, 19:25, 25:23) | ZSK Gazprom/Jugra Surgut |

Stan rywalizacji – 2:1 dla Fakiełu Nowy Uriengoj

### Drugi ćwierćfinał
25 marca 2009
Pierwszy mecz
| Iskra Odincowo | 3:1 (20:25, 25:18, 25:20, 26:24) | Lokomotiw Nowosybirsk |

29 marca 2009
Drugi mecz
| Lokomotiw Nowosybirsk | 0:3 (23:25, 21:25, 21:25) | Iskra Odincowo |

Stan rywalizacji – 2:0 dla Iskry Odincowo

### Trzeci ćwierćfinał
25 marca 2009
Pierwszy mecz
| Dinamo Moskwa | 3:1 (25:21, 25:23, 23:25, 26:24) | Ural Ufa |

29 marca 2009
Drugi mecz
| Ural Ufa | 2:3 (25:21, 21:25, 25:21, 21:25, 9:15) | Dinamo Moskwa |

Stan rywalizacji – 2:0 dla Dynama Moskwa

### Czwarty ćwierćfinał
25 marca 2009
Pierwszy mecz
| Zenit Kazań | 3:2 (25:22, 21:25, 14:25, 25:22, 25:22) | Lokomotiw Biełgorie-Biełgorod |

29 marca 2009
Drugi mecz
| Lokomotiw Biełgorie-Biełgorod | 3:0 (25:21, 25:17, 25:22) | Zenit Kazań |

9 kwietnia 2009
Trzeci mecz
| Zenit Kazań | 3:0 (25:22, 25:18, 25:22) | Lokomotiw Biełgorie-Biełgorod |

Stan rywalizacji – 2:1 dla Zenitu Kazań

## Mecze o miejsca 5-8
13 kwietnia 2009
Pierwszy mecz
| Lokomotiw Biełgorie-Biełgorod | 3:1 (25:17, 25:18, 23:25, 25:16) | ZSK Gazprom/Jugra Surgut |

14 kwietnia 2009
Drugi mecz
| Lokomotiw Biełgorie-Biełgorod | 3:2 (1:25, 24:26, 25:18, 25:17, 21:19) | ZSK Gazprom/Jugra Surgut |

18 kwietnia 2009
Trzeci mecz
| ZSK Gazprom/Jugra Surgut | 1:3 (25:19, 19:25, 21:25, 23:25) | Lokomotiw Biełgorie-Biełgorod |

stan rywalizacji – 3:0 dla Lokomotiwu Biełgorie-Biełgorod
13 kwietnia 2009
Pierwszy mecz
| Ural Ufa | 2:3 (25:22, 25:23, 23:25, 17:25, 13:15) | Lokomotiw Nowosybirsk |

14 kwietnia 2009
Drugi mecz
| Ural Ufa | 3:2 (23:25, 25:19, 21:25, 25:23, 15:11) | Lokomotiw Nowosybirsk |

18 kwietnia 2009
Trzeci mecz
| Lokomotiw Nowosybirsk | 3:1 (20:25, 25:21, 25:14, 25:14) | Ural Ufa |

19 kwietnia 2009
Czwarty mecz
| Lokomotiw Nowosybirsk | 3:0 (25:22, 29:27, 25:22) | Ural Ufa |

stan rywalizacji – 3:1 dla Lokomotiwu Nowosybirsk

## Mecze o miejsca 5-6
27 kwietnia 2009
Pierwszy mecz
| Lokomotiw Biełgorie-Biełgorod | 3:1 (19:25, 25:19, 25:23, 25:22) | Lokomotiw Nowosybirsk |

28 kwietnia 2009
Drugi mecz
| Lokomotiw Biełgorie-Biełgorod | 3:1 (25:21, 25:18, 20:25, 25:21) | Lokomotiw Nowosybirsk |

2 maja 2009
Trzeci mecz
| Lokomotiw Nowosybirsk | 3:1 (25:17, 22:25, 25:23, 25:21) | Lokomotiw Biełgorie-Biełgorod |

3 maja 2009
Czwarty mecz
| Lokomotiw Nowosybirsk | 0:3 (18:25, 23:25, 19:25) | Lokomotiw Biełgorie-Biełgorod |

stan rywalizacji-3:1 dla Lokomotiwu Biełgorie-Biełgorod

## Play off 4
Drużyny, które rywalizacje między sobą zakończyły zwycięstwem do dwóch wygranych meczów, awansowały do finału play-off, a drużyny przegrane rozgrywały mecze o lokaty miejsc 3-4

### Pierwszy półfinał
13 kwietnia 2009
Pierwszy mecz
| Fakieł Nowy Uriengoj | 2:3 (24:26, 25:18, 17:25, 25:20, 11:15) | Zenit Kazań |

14 kwietnia 2009
Drugi mecz
| Fakieł Nowy Uriengoj | 3:0 (25:18, 25:23, 38:36) | Zenit Kazań |

18 kwietnia 2009
Trzeci mecz
| Zenit Kazań | 3:0 (25:18, 25:18, 25:20) | Fakieł Nowy Uriengoj |

19 kwietnia 2009
Czwarty mecz
| Zenit Kazań | 3:1 (25:23, 25:18, 19:25, 25:23) | Fakieł Nowy Uriengoj |

stan rywalizacji – 3:1 dla Zenitu Kazań

### Drugi półfinał
13 kwietnia 2009
Pierwszy mecz
| Iskra Odincowo | 3:2 (18:25, 25:23, 24:26, 25:20, 15:12) | Dinamo Moskwa |

14 kwietnia 2009
Drugi mecz
| Iskra Odincowo | 1:3 (25:17, 26:28, 21:25, 15:25) | Dinamo Moskwa |

18 kwietnia 2009
Trzeci mecz
| Dinamo Moskwa | 3:1 (27:25, 25:17, 16:25, 25:23) | Iskra Odincowo |

19 kwietnia 2009
Czwarty mecz
| Dinamo Moskwa | 2:3 (24:26, 25:20, 24:26, 25:14, 15:17) | Iskra Odincowo |

23 kwietnia 2009
Piąty mecz
| Iskra Odincowo | 3:1 (22:25, 25:20, 25:18, 25:20) | Dinamo Moskwa |

stan rywalizacji – 3:2 dla Iskry Odincowo

## Mecze o miejsce 3-4
27 kwietnia 2009
Pierwszy mecz
| Fakieł Nowy Uriengoj | 3:2 (25:20, 25:23, 20:25, 28:30, 16:14) | Dinamo Moskwa |

28 kwietnia 2009
Drugi mecz
| Fakieł Nowy Uriengoj | 3:2 (22:25, 25:15, 23:25, 25:17, 15:8) | Dinamo Moskwa |

2 maja 2009
Trzeci mecz
| Dinamo Moskwa | 2:3 (19:25, 25:21, 21:25, 25:20, 13:15) | Fakieł Nowy Uriengoj |

stan rywalizacji – 3:0 dla Fakiełu Nowy Uriengoj

## Finał
27 kwietnia 2009
Pierwszy mecz
| Iskra Odincowo | 0:3 (21:25, 19:25, 23:25) | Zenit Kazań |

28 kwietnia 2009
Drugi mecz
| Iskra Odincowo | 2:3 (25:20, 27:29, 25:19, 23:25, 13:15) | Zenit Kazań |

2 maja 2009
Trzeci mecz
| Zenit Kazań | 3:1 (25:21, 18:25, 25:22, 25:21) | Iskra Odincowo |

stan rywalizacji – 3:0 dla Zenitu Kazań
Mistrzem Rosji w sezonie 2008/2009 została drużyna Zenitu Kazań

## Klasyfikacja końcowa
- 1.  Zenit Kazań – mistrz Rosji
- 2.  Iskra Odincowo – wicemistrz Rosji
- 3.  Fakieł Nowy Uriengoj
- 4. Dinamo Moskwa
- 5. Lokomotiw Biełgorie-Biełgorod
- 6. Lokomotiw Nowosybirsk
- 7. Ural Ufa
- 8. ZSK Gazprom/Jugra Surgut
- 9. Jarosławicz Jarosław
- 10. Jugra-Samotłor Niżniewartowsk
- 11. Metaloinwest Stary Oskoł – spadek do Wyższej Ligi A
- 12. NOWA Nowokujbyszewsk – spadek do Wyższej Ligi A